# روي رودونيا
روي رودونيا (بالسلوفينية: Roy Rudonja) هو لاعب كرة قدم سلوفيني في مركز الهجوم، ولد في 26 فبراير 1995 في سلوفينيا. شارك مع منتخب سلوفينيا تحت 17 سنة لكرة القدم. أما مع النوادي، فقد لعب مع نادي دومجاله ونادي كوبر.

## وصلات خارجية
- روي رودونيا على موقع قاعدة بيانات كرة القدم.إي يو (الإنجليزية)
- روي رودونيا على موقع Soccerway.com (الإنجليزية)